# Universidad de Puerto Rico en Mayagüez
El Recinto Universitario de Mayagüez (RUM) es una universidad pública localizada en el municipio de Mayagüez, Puerto Rico. El RUM es el segundo recinto más grande del sistema universitario de la Universidad de Puerto Rico y una institución de prestigio de ingeniería y ciencias del Caribe. Ha sido descrita "quizás la mejor universidad técnica de habla hispana del mundo."

## Historia
La universidad fue fundada en el 1911 como una Institución por Concesión de Tierras (land-grant) con el nombre de "Colegio de Agricultura". La fundación de la institución es debida a los esfuerzos de D.W. May, José de Diego y Carmelo Alemar. Un año más tarde el nombre de la institución fue cambiado al Colegio de Agricultura y Artes Mecánicas (CAAM), nombre que llevó por 50 años.

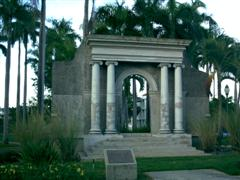
El Pórtico

En el 1918 un terremoto (el cual destruyó parcialmente la ciudad de Mayagüez) y un fuego causaron daños significativos a la institución. Las ruinas de la entrada de uno de los edificios que resistió la devastación (enlace roto disponible en Internet Archive; véase el historial, la primera versión y la última). pasarían luego a convertirse en el emblema de la institución. En el 1988 estas ruinas (El Pórtico) fueron recreadas en un monumento. 
En el 1929 la Liga Atlética Interuniversitaria (LAI) fue creada en el CAAM. La LAI es la organización atlética que promueve y regula las actividades deportivas en las universidades de Puerto Rico. Originalmente la LAI regulaba 3 eventos: baloncesto, béisbol y pista y campo. Actualmente existen 25 eventos deportivos auspiciados por la LAI.
En el 1942 el CAAM recibe autonomía parcial gracias a la reforma de la Universidad por la cual se crean los colegios de Agricultura, Ingeniería y Ciencias.
En el 1946 se le añade a la institución la División de Estudios Generales y en 1957 se crea el Centro Nuclear. Ambas entidades son fusionadas junto con el Colegio de Ciencias para formar en 1959 la Facultad de Artes y Ciencias.
El 20 de enero de 1966 la Asamblea Legislativa de Puerto Rico aprueba la Ley n.º 1 de 1966 la cual reorganiza el sistema de la Universidad de Puerto Rico. Esta reorganización lleva a un cambio de nombre para el Colegio de Agricultura y Artes Mecánicas, controvertido en aquel momento. El nuevo nombre de la institución es Universidad de Puerto Rico - Recinto Universitario de Mayagüez (RUM). Este nombre es conservado hasta el día de hoy.
El recinto formó parte de las huelgas estudiantiles del 2010-2011 y en el 2017 el recinto formó parte de la "Gran Huelga"

## Académico
La inscripción estimada es de 10,071 estudiantes para el año académico 2022-2023. El recinto cuenta con alrededor de 1,621 empleados de los cuales 388 son profesores.
La Universidad de Puerto Rico en Mayagüez está dividida en cuatro facultades: 
- Facultad de Administración de Empresas
- Facultad de Ciencias Agrícolas
- Facultad de Artes y Ciencias
- Facultad de Ingeniería

El RUM ofrece 55 programas de bachillerato, 44 programas de maestría, y 9 programas de doctorado. Los 5 bachilleratos más populares en la universidad son Ingeniería Mecánica, Biología, Ingeniería Industrial, Ingeniería Eléctrica, e Ingeniería Civil.

## Facultades

### Facultad de Administración de Empresas
Los departamentos son los siguientes:
- Contabilidad
- Finanzas
- Gerencia de Recursos Humanos
- Mercadeo
- Gerencia de Operaciones
- Sistemas Computadorizados de Información
- Administración de Oficinas

### Facultad de Ciencias Agrícolas
La facultad de agricultura es la más antigua y se originó con la creación del campus de Mayagüez en 1911.
La facultad de agricultura posee 6 departamentos los cuales en conjunto ofrecen al estudiantado 12 programas académicos, conducentes a un bachillerato en ciencias agrícolas, un programa en Pre-Veterinaria y 9 programas graduados conducentes a una maestría en ciencias agrícolas.
Los departamentos que comprenden la facultad de ciencias agrícolas son:
- Departamento de Ciencia y Tecnología de Alimentos
- Departamento de Economía Agrícola y Sociología Rural
- Departamento de Educación Agrícola
- Departamento de Ciencia Animal
- Departamento de Ingeniería Agrícola y Biosistemas
- Departamento de Ciencias Agroambientales

Se ofrecen los siguientes programas de bachillerato en ciencias agrícolas:
- Ciencias Agrícolas
- Agronomía
- Agronegocios
- Economía Agrícola
- Ciencia Animal
- Protección de Cultivos
- Horticultura
- Educación Agrícola
- Extensión Agrícola
- Ciencias de Suelos
- Sistemas Agrícolas y Ambientales
- Pre-veterinaria

Los siguientes programas ofrecidos de maestría son:
- Agronomía
- Economía Agrícola
- Ciencia y Tecnología de Alimentos
- Ciencia Animal
- Protección de Cultivos
- Horticultura
- Educación Agrícola
- Extensión Agrícola
- Suelos

### Facultad de Artes y Ciencias
La Facultad de Artes y Ciencias fue fundado en el 1942 y consiste de 26 departamentos. 
Los departamentos son los siguientes:
- Literatura Comparada
- Economía
- Inglés
- Historia
- Lengua y Literatura Francesa
- Estudios Hispánicos
- Filosofía
- Educación Física
- Artes Plásticas
- Ciencias Políticas
- Psicología
- Ciencias Sociales
- Sociología
- Teoría del Arte

- Biología
- Microbiología Industrial
- Pre-Médica
- Biotecnología Industrial
- Química
- Geología
- Matemáticas
- Matemáticas – Ciencias de la Computación
- Educación Matemática
- Enfermería
- Física
- Ciencias Físicas

### Facultad de Ingeniería
Fue fundado en el 1942, y consiste actualmente de nueve departamentos. Tiene aproximadamente 4,320 estudiantes subgraduados, 254 estudiantes graduados, 197 miembros a tiempo completo de la facultad y 100 empleados de personal docente. Aproximadamente 40% de los estudiantes subgraduados y el 32% de los estudiantes graduados son mujeres.
Los nueve departamentos son:
- Ingeniería Química
- Ingeniería Civil
- Agrimensura y Topografía
- Ingeniería de Computadoras
- Ciencias e Ingeniería de la Computación
- Ingeniería Eléctrica
- Ingeniería de Software
- Ingeniería Industrial
- Ingeniería Mecánica

## Vida Universitaria

### Actividades Atléticas

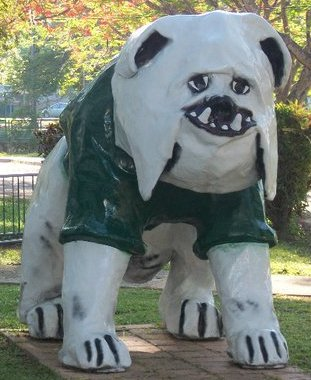
El Tarzán del Colegio

La mascota de la universidad es un bulldog llamado Tarzán. A los varones que compiten en los equipos masculinos se les llama Tarzanes y a las mujeres que compiten en los equipos femeninos se les llama Juanas (Janes), respectivamente.
El Recinto Universitario de Mayagüez es un miembro fundador de la LAI (Liga Atlética Interuniversitaria). Es la única universidad que participa en todos los deportes auspiciados por la LAI. En la actualidad participa en 16 deportes de los hombres y 12 deportes de las mujeres, con un total de 373 atletas. 

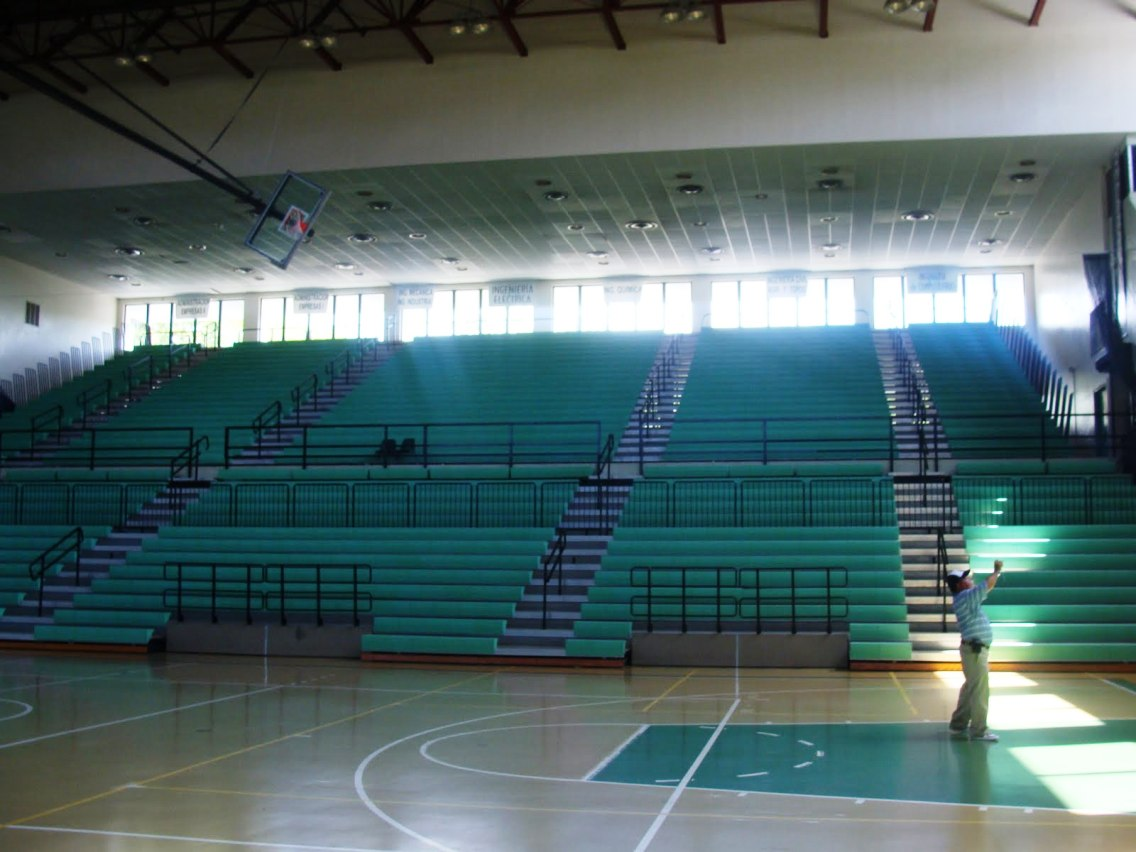
Cancha del Coliseo Rafael A. Mangual

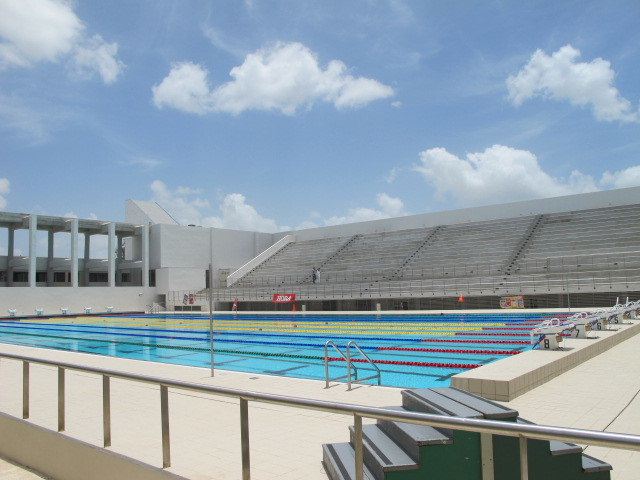
Piscina de competencias del Natatorio

Su principal edificio atlético es el Coliseo Rafael A. Mangual, complementado con el Gimnasio Ángel F. Espada, una pista sintética adjunta al Coliseo, un parque de softbol, y unas nuevas facilidades que la universidad dispone tras la finalización de los Juegos Centroamericanos y del Caribe del 2010: un nuevo Natatorio con tres piscinas, un Complejo de canchas de Tenis y una Cancha de Racketbol.
Desde el 1 de septiembre de 2003, el recinto de Mayagüez compite como una universidad independiente de la NCAA la División II. Participa en las categorías masculinas de baloncesto, béisbol, carrera a campo traviesa, fútbol, natación, tenis, atletismo (pista y campo), voleibol y lucha libre deportiva; y en las categorías femeninas de baloncesto, carrera a campo traviesa, natación y tenis.
Como detalle interesante, los atletas de esta universidad visten en sus uniformes el nombre Colegio o las letras CAAM como herencia del nombre original de la institución: Colegio de Agricultura y Artes Mecánicas.

### Actividades Sociales
Con  más de 100 organizaciones estudiantiles, siempre hay algo que hacer en el recinto. La Cartelera Semanal  publica una lista de todas estas actividades por Internet. Algunos de los eventos anuales del recinto son:
- Cinco Días con Nuestra Tierra: Siempre en marzo, los estudiantes de ciencias agrícolas organizan este evento para resaltar la agricultura.
- Justas Interuniversitarias de la LAI: Siempre en abril, hay un festival de competencias atléticas entre las universidades de Puerto Rico. Actualmente se hacen en Mayagüez, Puerto Rico. Es el equivalente puertorriqueño al Spring Break.
- Cena Internacional: Siempre en noviembre, los estudiantes internacionales, personal docente y no docente se reúnen juntos para compartir una cena con platos típicos de Puerto Rico y de los países representados por sus estudiantes.
- Encendido de la Navidad: Siempre en diciembre, los estudiantes, facultad, no docentes, y comunidad en general acuden al encendido de las decoraciones y árboles para festejar el comienzo de la temporada navideña en el recinto.

## Organizaciones Estudiantiles
Asociaciones Departamentales de Artes
| Nombre Oficial                                                  | Siglas | Traducción al español                           |
| --------------------------------------------------------------- | ------ | ----------------------------------------------- |
| *Academic Linguistic & Philology Association                    | APLA   | Asociación Académica de Filología y Lingüística |
| *Asociación de Educación Física Adaptada                        | AEFA   | (Local)                                         |
| *Asociación de Estudiantes de Enfermería                        |        | (Local)                                         |
| *Asociación de Estudiantes de Historia                          | AEH    | (Local)                                         |
| *Asociación de Estudiantes de Psicología                        |        | (Local)                                         |
| *Asociación de Estudiantes Sub Graduados de Estudios Hispánicos |        | (Local)                                         |
| *Asociación de Futuros Maestros                                 |        | (Local)                                         |
| *Asociación de Literatura Comparada                             |        | (Local)                                         |
| *Taller Artístico Creativo Universitario                        |        | (Local)                                         |
| *Círculo Estudiantil de las Ciencias Sociales                   |        |                                                 |
| *Economics Student Association                                  | ESA    | Asociación de Estudiantes de Economía           |
| *English Department Student Association                         |        |                                                 |
| *RUM-English Graduate Association                               |        |                                                 |
| *Unión Estudiantil de Sociología                                |        |                                                 |

Asociaciones y Capítulos profesionales de Ciencias
| Nombre Oficial                                                           | Siglas | Traducción al español                                               |
| ------------------------------------------------------------------------ | ------ | ------------------------------------------------------------------- |
| *American Chemical Society                                               | ACS    | Sociedad Americana de Química - Capítulo Estudiantil UPRM           |
| *Asociación de Estudiantes de Biología                                   | AEB    | (Local)                                                             |
| *Asociación de Estudiantes de Ciencias Marinas                           | AECM   | (Local)                                                             |
| *Asociación de Estudiantes de Matemáticas y Ciencias en Computación      |        | (Local)                                                             |
| *Asociación Estudiantil de Biotecnología Industrial                      |        | (Local)                                                             |
| *Biomedical Engineering Society                                          |        |                                                                     |
| *Círculo de Pre-Médicos                                                  |        |                                                                     |
| *American Medical Student Association                                    | AMSA   |                                                                     |
| *Futuros Profesionales del Laboratorio Clínico                           |        |                                                                     |
| *Society for the Advancement of Chicanos and Native Americans in Science | SACNAS | Sociedad para el Avance de Hispanos y Nativos Americanos en Ciencia |
| *Sociedad Estudiantil de Microbiología Industrial                        |        |                                                                     |
| *Sociedad Espeleológica Estudiantil de Karso                             |        |                                                                     |
| *Sociedad Geológica Estudiantil                                          |        |                                                                     |
| *Sociedad Meteorológica de PR                                            |        | Capítulo Estudiantil                                                |
| *Society of Physics Students                                             |        |                                                                     |

Asociaciones y Capítulos profesionales de Ciencias Agrícolas
| Nombre Oficial                                                  | Siglas | Traducción al español           |
| --------------------------------------------------------------- | ------ | ------------------------------- |
| *Club 4H Colegial                                               |        |                                 |
| *Future Farmers of America                                      | FFA    | Futuros Agricultores de América |
| *Asociación de Estudiantes Agricultores                         | AEA    | (Local)                         |
| *Asociación de Estudiantes de Agronomía y Suelos                | AEAS   | (Local)                         |
| *Asociación de Estudiantes de Ciencia y Tecnología de Alimentos | AECITA | (Local)                         |
| *Asociación de Estudiantes de Horticultura                      |        | (Local)                         |
| *Asociación de Estudiantes de Mecanización Agrícola             |        | (Local)                         |
| *Asociación Estudiantil de Economía Agrícola y Agronogocios     |        | (Local)                         |
| *Asociación Estudiantil de Industria Pecuaria                   |        | (Local)                         |
| *Círculo de Pre-Veterinaria                                     |        |                                 |

Asociaciones y Capítulos profesionales de Administración de Empresas
| Nombre Oficial                                                              | Siglas | Traducción al español                                                                              |
| --------------------------------------------------------------------------- | ------ | -------------------------------------------------------------------------------------------------- |
| *Advancing Productivity Innovation and Competitive Success                  | APICS  | Pro-desarrollo del Éxito en Productividad, Innovación y Competitividad - Capítulo Estudiantil UPRM |
| *Asociación de Estudiantes de Contabilidad                                  | AEC    | (Local)                                                                                            |
| *Asociación Internacional de Estudiantes en Ciencias de Economía y Comercio |        | |
| *Asociación Estudiantil de Profesionales Administrativos                    |        | (Local)                                                                                            |
| *Association of Computing Machinery                                         |        | - Business Administration Student Chapter                                                          |
| *Financial Management Association                                           | FMA    | |
| *International Association of Administrative Professionals                  | IAPA   | |
| *Sales & Marketing Executives                                               |        | |
| *Students in Free Interprise                                                | SIFI   | |
| *Society of Human Resources Management                                      | SHRM   | Sociedad para Gerencia de Recursos Humanos                                                         |

Asociaciones y Capítulos profesionales de Ingeniería
| Nombre Oficial                                                              | Siglas | Traducción al español                                                  |
| --------------------------------------------------------------------------- | ------ | ---------------------------------------------------------------------- |
| *American Concrete Institute                                                |        |                                                                        |
| *American Institute of Chemical Engineers                                   | AICHE  | Instituto Americano de Ingenieros Químicos - Capítulo Estudiantil UPRM |
| *American Society of Civil Engineering                                      | ASCE   | Sociedad Americana de Ingeniería Civil - Capítulo Estudiantil UPRM     |
| *American Society of Mechanical Engineers                                   | ASME   | Sociedad Americana de Ingenieros Mecánicos - Capítulo Estudiantil UPRM |
| *American Society for Quality                                               | ASQ    |                                                                        |
| *Asociación Estudiantil Reto Colegial                                       |        |                                                                        |
| *Asociación de Féminas en Ingeniería Mecánica                               |        |                                                                        |
| *Associated General Contractors                                             | AGC    | UPRM Student Chapter                                                   |
| *Association for Computing Machinery                                        |        | - Electrical and Computer Engineering Student Chapter                  |
| *Capítulo Estudiantil del Instituto de Agrimensores del CIAPR               |        |                                                                        |
| *College Robotics for Mechanical Engineers                                  |        |                                                                        |
| *Construction Engineering & Management Association                          |        | UPRM Student Chapter                                                   |
| *Engineers without Borders UPRM                                             |        |                                                                        |
| *Industrial Engineering Graduate Association                                |        |                                                                        |
| *Institute of Electrical & Electronics Engineers                            | IEEE   | UPRM Student Chapter                                                   |
| *Institute of Industrial Engineers                                          | IIE    | UPRM Student Chapter                                                   |
| *Instituto de Ingenieros Civiles de PR                                      |        | Capítulo Estudiantil                                                   |
| *Instituto de Ingenieros Químicos de PR                                     |        | Capítulo Estudiantil                                                   |
| *Institute of Transportation Engineers                                      | ITE    | UPRM Student Chapter                                                   |
| *ISACA Student Group – RUM                                                  |        |                                                                        |
| *NASA Swarmathon UPRM Team                                                  |        |                                                                        |
| *National Society of Professional Engineers                                 | NSPE   | UPRM Student Chapter                                                   |
| *Puerto Rico Water and Environment Association                              | PRWEA  |                                                                        |
| *Society of Automotive Engineers                                            | SAE    | UPRM Student Chapter                                                   |
| *Society of Women Engineers                                                 | SWE    | UPRM Student Chapter                                                   |
| *Society of Hispanic Professional Engineers                                 | SHPE   | UPRM Student Chapter                                                   |
| *Sociedad de Ingenieros Electricistas de PR                                 |        | Capítulo Estudiantil                                                   |
| *Asociación de Estudiantes Graduados de Ingeniería Eléctrica y Computadoras |        | (Local)                                                                |
| *Asociación de Estudiantes Graduados de Ingeniería Química                  |        | (Local)                                                                |

Asociaciones de Honor y de Liderazgo
- Goal Inspiration Values Education (GIVE)
- Golden Key International Honour Society
- Organización de las Naciones Unidas - Cap. RUM
- UNICEF - UPRM Team

Asociaciones de apoyo a las Artes
- Asociación de Colegiales Amantes de la Fotografía (ACAF)
- Lumiere: Cinematografía y Fotografía
- Taller Artístico Creativo Universitario (TACU)
- Asociación de Estudiantes de Drama en la Educación (AEDE)
- TeatRUM

Asociaciones de apoyo a la Ecología
- Asociación Estudiantil Campus Verde
- Ride A Bike
- United States Green Building Council - UPRM

Asociaciones Políticas
- Célula Universitaria del Partido Independentista Puertorriqueno (CUPIP)
- Federación Universitaria Pro-Independencia (FUPI)
- Juventud Popular Universitaria - "Colegio" (JPU-Colegio)
- Juventud Progresista del Recinto Universitario de Mayagüez (JP-RUM)
- PR Statehood Student's Association, Capítulo de UPR Mayagüez (PRSSA)
- College Republicans UPRM (CR-UPRM)

Asociaciones Seculares / Laicas / No-Religiosas
- Secular Humanist Association UPRM (SHA–UPRM)

Asociaciones Religiosas
- Asociación Bíblica Universitaria (ABU)
- Asociación de Colegiales Evangélicos (ACE)
- Colegiales Con Cristo (C3)
- Federación Adventista de Universitarios (FADU)
- Federación de Estudiantes Batallando por el Evangelio (FEBE)
- Grupo Apostolado Católico (GAC)
- Hermandad Colegial de Avivamiento (HCA)
- Instituto Colegial de los Santos de los Últimos Días (ICSUD)
- Jóvenes Cristianos del Parque (JCP)
- Jóvenes Cristianos Universitarios (JCU)

Sociedades Sociales
| Fraternidades - Phi Eta Mu * - Phi Sigma Alpha * - Nu Sigma Beta * - Alpha Beta Chi * - Phi Delta Gamma * - Phi Epsilon Chi - Phi Delta Sigma - Delta Phi Theta - Phi Zeta Chi - Zeta Phi Beta - Alpha Omicron Sigma - Sigma Phi Chi - Rho Omicron Rho | Sororidades - Mu Alpha Phi * - Eta Gamma Delta * - Rho Omicron Chi - Zeta Phi Sigma - Eta Phi Zeta - Phi Lambda Omega - Sigma Delta Nu - Delta Phi Eta - Rho Omicron Sigma |

Sociedades de Servicio, Profesionales y de Honor
- Tau Beta Pi
- Beta Beta Beta
- Alpha Phi Omega
- Phi Alpha Delta
- Alpha Pi Mu